# World Team Challenge 2009
Il World Team Challenge 2009 si è svolto il 28 dicembre alla Veltins-Arena di Gelsenkirchen.
La competizione si articola in due fasi: una prima gara in mass start e una seconda gara di inseguimento, con distacchi dimezzati. 

## Risultati
| Pos | Atleti                                  | Nazione               | Tempo   |
| --- | --------------------------------------- | --------------------- | ------- |
| 1   | Christoph Sumann e Kati Wilhelm         | Austria e Germania    | 31:11,1 |
| 2   | Andrij Derysemlja e Oksana Chwostenko   | Ucraina               | +0:13,7 |
| 3   | Vincent Defrasne e Marie-Laure Brunet   | Francia               | +0:20,3 |
| 4   | Dominik Landertinger e Dar"ja Domračava | Austria e Bielorussia | +0:36,7 |
| 5   | Michael Greis e Simone Hauswald         | Germania              | +0:42,5 |
| 6   | Jay Hakkinen e Lanny Barnes             | Stati Uniti           | +0:57,5 |
| 7   | Maxim Tschudow e Olga Saizewa           | Russia                | +1:11,4 |
| 8   | Henrik L’Abée-Lund e Solveig Rogstad    | Norvegia              | +1:22,4 |
| 9   | Tomasz Sikora e Magdalena Gwizdoń       | Polonia               | +1:28,4 |
| 10  | Daniel Graf e Éva Tófalvi               | Germania e Romania    | +1:57,2 |